# François de Franquetot, duc de Coigny
François de Franquetot, duc de Coigny (* 16. März 1670 Schloss Coigny in Coutances; † 18. Dezember 1759) war Marschall von Frankreich, Graf und seit 1747 Herzog von Coigny. Von 1704 bis 1734 war er Colonel général des dragons.

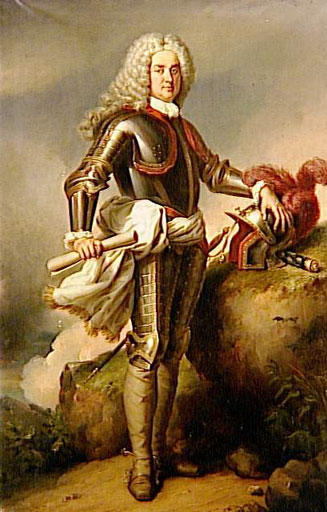
Coigny de Franquetot, Marschall von Frankreich

## Leben
Coigny de Franquetot entstammt einer Soldatenfamilie, sein Vater war bereits hoher Offizier und sein Onkel Charles Auguste de Goyon de Matignon (1647–1739) Marschall von Frankreich. So entschloss sich auch François de Franquetot für den Militärdienst. Er trat mit 17 Jahren den Musketieren  bei und macht rasch Karriere.  1690 wurde er Capitaine und in der Schlacht bei Fleurus verwundet. 1691 wurde er zum Mestre de camp befördert. Zu Beginn des Spanischen Erbfolgekrieges wurde er nach Flandern  zu Louis-François de Boufflers versetzt, im Januar 1702 zum Brigadier des armées du roi und 1703 zum Maréchal de camp befördert. 1704 wurde ihm die Stelle des Colonel général des dragons und 1709 die eines Lieutenant général. Während der Schlacht bei Malplaquet konnte er sich als Kommandant des Régiment Royal-Piémont cavalerie auszeichnen.
1719 war er im Krieg der Quadrupelallianz zur Unterstützung von Philipp V. in Spanien, wo er mit dem General James Fitzjames an der Belagerung von Hondarribia und San Sebastian teilnahm.
Im Polnischen Erbfolgekrieg von 1733 bis 1738 kämpfte er mit François-Marie de Broglie gegen die Österreicher. In der Schlacht bei Parma im Juni 1734 und der Schlacht bei Guastalla im September 1734 konnte er mit ihm die Österreicher in Italien schlagen. Er wurde am 14. Juni 1734 zum Marschall von Frankreich ernannt. Im Oktober 1735 wurde er im Gefecht bei Klausen von den Österreichern unter Friedrich Heinrich von Seckendorff besiegt.
Im anschließenden Österreichischen Erbfolgekrieg von 1740 bis 1748 wurde er 1743 Nachfolger von de Broglie. Er schlug die Österreicher in der Schlacht bei Weißenburg am 5. Juli 1744 und konnte mit Freiburg die größte Stadt in Vorderösterreich besetzen. Den Winter 1744/45 verblieb er mit seinen Truppen in Schwaben bleiben.
1747 wurde er zum Herzog von Coigny ernannt. Seine Ehefrau war Henriette de Montbourcher. Im Jahr 1748 starb sein Sohn in einem Duell. Der Marschall konzentrierte sich daraufhin auf die Verwaltung seiner Besitzungen, die er 1756 seinem Enkel Henri de Franquetot, duc de Coigny übergab. Coigny de Franquetot starb drei Jahre später.

## Familie
Coigny de Franquetots Eltern waren der General Robert Jean Antoine Franquetot, comte de Coigny († 1704) und Marie Françoise Goyon de Matignon (1648–1719). Am 4. Dezember heiratete er Henriette de Montbourcher du Bordage (* 1671; 8. Oktober 1751). Das Paar hatte folgende Kinder:
- Marie Françoise Adélaïde (* 16. September 1700; † ?)
- Jean-Antoine-François (* 29. September 1702; † März 1748 in einem Duell), Nachfolger und Vater von Henri de Franquetot, duc de Coigny X Corentine de Nevet en Bretagne
- Charlotte (* 11. November 1703; † 1772) X Februar 1726 Jean-Baptiste Colbert de Croissy Sohn von Jean-Baptiste Colbert, marquis de Torcy (Haus Colbert)
- Elisabeth-Marie (* 29. April 1705; † ?)